# HGÜ Gotland

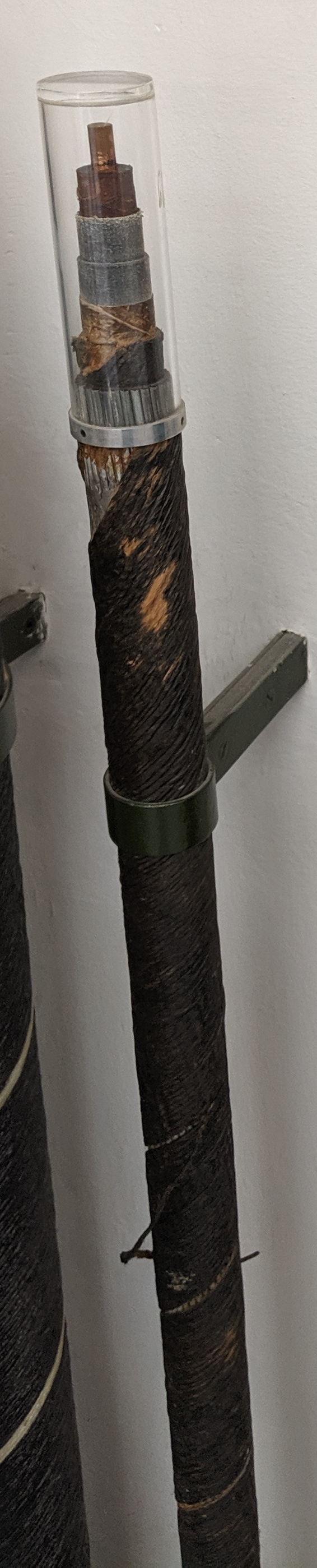
Kabelstück im Deutschen Museum

Die HGÜ Gotland war eine Hochspannungs-Gleichstrom-Übertragung (HGÜ) zwischen Västervik in Schweden und Ygne auf Gotland. Die erste HGÜ Gotland ging 1954 in Betrieb und konnte bei einer Betriebsspannung von 100 kV eine Leistung von 20 MW durch ein 98 km langes Seekabel übertragen. Sie war die erste kommerzielle Anlage zur Hochspannungs-Gleichstrom-Übertragung in der westlichen Welt und verwendete Quecksilberdampfgleichrichter als Stromrichter.
| Västervik |

| Gravfält |

1970 wurde die Übertragungsleistung auf 30 MW und die Übertragungsspannung auf 150 kV erhöht, in dem zu den bestehenden Stromrichter mit Quecksilberdampfgleichrichter ein thyristorbestückter Stromrichter in Reihe geschaltet wurde. Es war dies der erste Einsatz von Thyristoren in einer Anlage zur Hochspannungs-Gleichstrom-Übertragung überhaupt. 
Allerdings reichte auch die Übertragungskapazität dieser Anlage nicht und so wurde 1983 eine gänzlich neue Verbindung, die HGÜ Gotland 2 gebaut. Sie kann bei einer Übertragungsspannung von 150 kV maximal 130 MW übertragen und ist vollständig mit Thyristoren bestückt. Sie verwendet ein 92,9 km langes Seekabel und im Unterschied zur ersten HGÜ-Anlage auch einen Freileitungsabschnitt von 6,6 km Länge, der von der Stromrichterstation Västervik zur schwedischen Küste führt. Als Maste kommen Holzmaste zum Einsatz.
1987 wurde diese Anlage durch eine weitere HGÜ-Verbindung, Gotland 3 ersetzt. Sie besteht aus einer 98 km langen Erd- und Seekabelstrecke ohne Freileitungsabschnitte und verfügt über eine maximale Übertragungskapazität von 130 MW bei einer Betriebsspannung von 150 kV. Diese Anlage machte die 1954 installierte und 1970 erweiterte Erstanlage überflüssig und so wurde diese nach deren Inbetriebnahme stillgelegt und abgebaut.
Ein Stück des ersten Seekabels kann im Deutschen Museum in München besichtigt werden. Es wurde 1952 in Liljeholmens Kabelfabrik gebaut.